# Muneji Munemura
Muneji Munemura (né le 1er octobre 1943) est un lutteur japonais spécialiste de la lutte gréco-romaine. Lors des Jeux olympiques d'été de 1968, il remporte la médaille d'or en combattant dans la catégorie des poids légers (63-70 kg).

## Palmarès

### Jeux olympiques
- Jeux olympiques de 1968 à Mexico,  Mexique
  -  Médaille d'or